# Huajin Securities WTA Elite Trophy Zhuhai 2016
Die Huajin Securities WTA Elite Trophy Zhuhai 2016 war ein von der WTA ausgetragenes Tennisturnier für Damen im Rahmen der WTA Tour 2016 und das zweite Saisonabschlussturnier neben den WTA Championships 2016.
Das Turnier, das 2015 erstmals als Nachfolgeturnier der WTA Tournament of Champions ausgetragen wurde, fand vom 1. bis 6. November 2016 in der chinesischen Stadt Zhuhai statt. Es siegten Petra Kvitová im Einzel und Xu Yifan/İpek Soylu im Doppel.

## Preisgeld und Punkte
Das Preisgeld betrug insgesamt 2,15 Millionen US-Dollar. Im Doppel wurden die genannten Preisgelder pro Team ausgezahlt. Weltranglistenpunkte wurden im Doppel nicht vergeben.
| Einzel                      | Einzel      | Einzel |
| Runde                       | Preisgeld   | Punkte |
| --------------------------- | ----------- | ------ |
| Turniersiegerin             | + 450.000 $ | + 460  |
| Halbfinalsiegerin           | + 150.000 $ | + 200  |
| Halbfinalistin              | + 15.000 $  |        |
| Gruppenphase pro Sieg       | + 92.500 $  | + 120  |
| Gruppenphase pro Niederlage | + 20.000 $  | + 40   |
| Antrittsgelder              |             |        |
| Ersatzspielerin             | 10.000 $    |        |

| Doppel                      | Doppel     | Doppel |
| Runde                       | Preisgeld  |        |
| --------------------------- | ---------- | ------ |
| Turniersiegerinnen          | + 20.000 $ |        |
| Finalistinnen               | + 10.000 $ |        |
| Gruppenphase pro Sieg       | + 5.000 $  |        |
| Gruppenphase pro Niederlage | —          |        |
| Antrittsgelder              |            |        |
| Hauptfeld                   | 15.000 $   |        |

## Einzel

### Qualifikation
Eigentlich wären die am 24. Oktober 2016 in der Tennisweltrangliste auf Platz 9 bis Platz 19 stehenden elf Spielerinnen für das Turnier qualifiziert gewesen. Da die zweitplatzierte Serena Williams nicht an den WTA Championships teilnahm, ergab sich eine Verschiebung auf die Plätze 10 bis 20. Weil die auf der Tabelle rot markierten Spielerinnen absagten, rückten die nächstrangigen nach. Außerdem wurde eine Wildcard vergeben, die an Zhang Shuai ging. Als Ersatzspielerin wurde Tímea Babos nominiert.
| WTA-Race im Einzel | WTA-Race im Einzel   | WTA-Race im Einzel | WTA-Race im Einzel | WTA-Race im Einzel  |
| #                  | Spielerin            | Punkte             | Turniere           | Qualifikationsdatum |
| ------------------ | -------------------- | ------------------ | ------------------ | ------------------- |
| 10                 | Johanna Konta        | 3455               | 20                 |                     |
| 11                 | Carla Suárez Navarro | 3170               | 22                 |                     |
| 12                 | Wiktoryja Asaranka   | 3061               | 9                  |                     |
| 13                 | Petra Kvitová        | 2840               | 20                 |                     |
| 14                 | Elina Switolina      | 2456               | 21                 |                     |
| 15                 | Venus Williams       | 2241               | 15                 |                     |
| 16                 | Caroline Wozniacki   | 2240               | 21                 |                     |
| 17                 | Roberta Vinci        | 2190               | 22                 |                     |
| 18                 | Timea Bacsinszky     | 2188               | 19                 |                     |
| 19                 | Jelena Wesnina       | 2094               | 19                 |                     |
| 20                 | Samantha Stosur      | 2090               | 20                 |                     |
| 21                 | Barbora Strýcová     | 2070               | 21                 |                     |
| 22                 | Kiki Bertens         | 1912               | 21                 |                     |
| 23                 | Caroline Garcia      | 1725               | 26                 |                     |
| 24                 | Daria Gavrilova      | 1665               | 20                 |                     |
| 25                 | Tímea Babos          | 1635               | 25                 |                     |

### Austragungsmodus
Der Einzelwettbewerb wurde in vier Gruppen von je drei Spielerinnen ausgetragen, wovon sich die vier Gruppensiegerinnen direkt für das Halbfinale qualifizierten. Da Carla Suárez Navarro bereits vor ihrem ersten Spiel absagte, kam von Anfang an die als Ersatzspielerin vorgesehene Tímea Babos zum Einsatz.

### Setzliste
| Nr. | Spielerin            | Erreichte Runde |
| --- | -------------------- | --------------- |
| 01. | Johanna Konta        | Halbfinale      |
| 02. | Carla Suárez Navarro | Rückzug         |
| 03. | Petra Kvitová        | Sieg            |
| 04. | Elina Switolina      | Finale          |
| 05. | Roberta Vinci        | Round Robin     |
| 06. | Timea Bacsinszky     | Round Robin     |
| 07. | Jelena Wesnina       | Round Robin     |

| Nr. | Spielerin        | Erreichte Runde |
| --- | ---------------- | --------------- |
| 08. | Samantha Stosur  | Round Robin     |
| 09. | Barbora Strýcová | Round Robin     |
| 10. | Kiki Bertens     | Round Robin     |
| 11. | Caroline Garcia  | Round Robin     |
| 12. | Zhang Shuai      | Halbfinale      |
| 13. | Tímea Babos      | Round Robin     |

### Ergebnisse

#### Halbfinale, Finale
|  | Halbfinale | Halbfinale      | Halbfinale | Halbfinale | Halbfinale |  |  | Finale | Finale          | Finale | Finale | Finale |
|  |            |                 |            |            |            |  |  |        |                 |        |        |        |
|  |            |                 |            |            |            |  |  |        |                 |        |        |        |
|  | 1          | Johanna Konta   | 6          | 1          | 4          |  |  |        |                 |        |        |        |
|  | 4          | Elina Switolina | 2          | 6          | 6          |  |  |        |                 |        |        |        |
|  |            |                 |            |            |            |  |  | 4      | Elina Switolina | 4      | 2      |        |
|  |            |                 |            |            |            |  |  | 3      | Petra Kvitová   | 6      | 6      |        |
|  | 12 WC      | Zhang Shuai     | 2          | 2          |            |  |  |        |                 |        |        |        |
|  | 3          | Petra Kvitová   | 6          | 6          |            |  |  |        |                 |        |        |        |
|  |            |                 |            |            |            |  |  |        |                 |        |        |        |

#### Azalea Gruppe
|    |                 | Johanna Konta | Samantha Stosur | Caroline Garcia | Round Robin S-N | Sätze S-N | Spiele S-N | Pos. |
| 1  | Johanna Konta   |               | 6:4, 6:2        | 6:2, 6:2        | 2:0             | 4:0       | 24:10      | 1    |
| 8  | Samantha Stosur | 4:6, 2:6      |                 | 4:6, 3:6        | 0:2             | 0:4       | 13:24      | 3    |
| 11 | Caroline Garcia | 2:6, 2:6      | 6:4, 6:3        |                 | 1:1             | 2:2       | 16:19      | 2    |

#### Camellia Gruppe
|        |                  | Tímea Babos | Timea Bacsinszky | Zhang Shuai | Round Robin S-N | Sätze S-N | Spiele S-N | Pos. |
| 13 ALT | Tímea Babos      |             | 4:6, 2:6         | 6:72, 4:6   | 0:2             | 0:4       | 16:25      | 3    |
| 6      | Timea Bacsinszky | 6:4, 6:2    |                  | 1:6, 1:6    | 1:1             | 2:2       | 14:18      | 2    |
| 12 WC  | Zhang Shuai      | 7:62, 6:4   | 6:1, 6:1         |             | 2:0             | 4:0       | 25:11      | 1    |

#### Peony Gruppe
|   |                  | Petra Kvitová | Roberta Vinci | Barbora Strýcová | Round Robin S-N | Sätze S-N | Spiele S-N | Pos. |
| 3 | Petra Kvitová    |               | 6:1, 6:2      | 6:1, 6:4         | 2:0             | 4:0       | 24:8       | 1    |
| 5 | Roberta Vinci    | 1:6, 2:6      |               | 4:6, 3:6         | 0:2             | 0:4       | 10:24      | 3    |
| 9 | Barbora Strýcová | 1:6, 4:6      | 6:4, 6:3      |                  | 1:1             | 2:2       | 17:19      | 2    |

#### Rose Gruppe
|    |                 | Elina Switolina | Jelena Wesnina | Kiki Bertens  | Round Robin S-N | Sätze S-N | Spiele S-N | Pos. |
| 4  | Elina Switolina |                 | 6:4, 6:2       | 2:6, 6:4, 6:2 | 2:0             | 4:1       | 26:18      | 1    |
| 7  | Jelena Wesnina  | 4:6, 2:6        |                | 6:4, 7:65     | 1:1             | 2:2       | 19:22      | 2    |
| 10 | Kiki Bertens    | 6:2, 4:6, 2:6   | 4:6, 6:75      |               | 0:2             | 1:4       | 22:27      | 3    |

## Doppel

### Qualifikation
Qualifikationskriterien analog zum Einzel wurde nicht herangezogen. Es zählten die höchsten vier Nennungen entsprechend der Weltrangliste. Spielerinnen durften lediglich nicht an den WTA Championships 2016 teilgenommen haben. Außerdem wurden zwei Wildcards vergeben.

### Austragungsmodus
Im Doppel wurde ebenfalls einer Gruppenphase mit zwei Gruppen im Round-Robin-Modus ausgetragen. Die jeweiligen Gruppensieger qualifizierten sich direkt für das Finale.

### Setzliste
| Nr. | Paarung                               | Erreichte Runde |
| --- | ------------------------------------- | --------------- |
| 01. | Andreja Klepač Arantxa Parra Santonja | Round Robin     |
| 02. | Xu Yifan İpek Soylu                   | Sieg            |
| 03. | Anastasia Rodionova Olha Sawtschuk    | Round Robin     |
| 04. | Oksana Kalaschnikowa Tatjana Maria    | Round Robin     |
| 05. | Liang Chen Wang Yafan                 | Round Robin     |
| 06. | Yang Zhaoxuan You Xiaodi              | Finale          |

### Ergebnisse

#### Finale
|  | Finale |                          |   |   |      |
|  |        |                          |   |   |      |
|  | 6 WC   | Yang Zhaoxuan You Xiaodi | 4 | 6 | [7]  |
|  | 2      | Xu Yifan İpek Soylu      | 6 | 3 | [10] |
|  |        |                          |   |   |      |

#### Lotus Gruppe
|      |                                       | Klepač Parra Santonja | Kalaschnikowa Maria | Yang You          | Round Robin S-N | Sätze S-N | Spiele S-N | Pos. |
| 1    | Andreja Klepač Arantxa Parra Santonja |                       | 6:1, 7:61           | 3:6, 3:6          | 1:1             | 2:2       | 19:19      | 2    |
| 4    | Oksana Kalaschnikowa Tatjana Maria    | 1:6, 6:71             |                     | 1:6, 7:63, [10:7] | 1:1             | 2:3       | 16:25      | 3    |
| 6 WC | Yang Zhaoxuan You Xiaodi              | 6:3, 6:3              | 6:1, 6:73, [7:10]   |                   | 1:1             | 3:2       | 24:15      | 1    |

#### Orchid Gruppe
|      |                                    | Xu Soylu         | Rodionova Sawtschuk | Liang Wang       | Round Robin S-N | Sätze S-N | Spiele S-N | Pos. |
| 2    | Xu Yifan İpek Soylu                |                  | 6:3, 6:4            | 6:4, 3:6, [10:6] | 2:0             | 4:1       | 22:17      | 1    |
| 3    | Anastasia Rodionova Olha Sawtschuk | 3:6, 4:6         |                     | 6:4, 7:5         | 1:1             | 2:2       | 20:21      | 2    |
| 5 WC | Liang Chen Wang Yafan              | 4:6, 6:3, [6:10] | 4:6, 5:7            |                  | 0:2             | 1:4       | 19:23      | 3    |